# هابانوس
هابانوس (انگلیسی: Habanos) شرکت دخانیات کوبایی است، که در سال ۱۹۹۴ تأسیس شد.